# کیتا ایده
کیتا ایده (ژاپنی: 井出 敬大؛ زادهٔ ۱۸ اوت ۲۰۰۱) یک بازیکن فوتبال اهل ژاپن است.
از باشگاه‌هایی که در آن بازی کرده‌است می‌توان به باشگاه فوتبال کاشیوا ریسول اشاره کرد.